# Refugi antiaeri de Bombas Gens
El refugi antiaeri de Bombas Gens és un refugi antiaeri construït vora el 1938 durant la Guerra Civil espanyola, que donava servei als treballadors de la factoria Bombas Gens perquè es protegiren dels bombardejos, que s'intensificaren després què fora confiscada per elaborar armament com ara bombes de morter.

## Característiques
L'interior és una sala rectangular voltada de 21,64 metres quadrats i 2,78 metres d'altura molt ben conservada. Les seues parets estan pintades i tenen un sòcol de color gris sobre el qual discorre una banda decorativa de línies alternes de color blanc i groc. Als seus murs s'aprecien un conjunt de rètols amb pintura blava, escrit amb lletres majúscules amb indicacions de tipus higiènic i organitzatiu per a la conservació i el bon ús del lloc.
També s'han conservat restes del sistema d'il·luminació del refugi i dels orificis del sistema de ventilació.
Les parets de formigó són grosses. Entre l'escala i la sala hi ha un espai de 2,3 metres d'ample que tenia la funció de ser un escut per protegir els treballadors de la fàbrica de les fortes explosions. En l'eixida es col·locaren dos elements amb la mateixa funció de barrera: una forta columna octogonal d'1,10 metres d'espessor i una placa de metall que s'encaixava en la paret.
Actualment, en l'interior s'exposa una de les bombes de morter fabricades a l'antiga fàbrica de Bombas Gens. El refugi ha estat restaurat i condicionat perquè puga ser visitable dins de les activitats del Centre d'Art.